# ترودی کامیلری
ترودی کامیلری (انگلیسی: Trudy Camilleri؛ زادهٔ ۱۶ سپتامبر ۱۹۹۱) بازیکن فوتبال اهل استرالیا است.